# Тон (провінція Тренто)
Тон (італ. Ton) — муніципалітет в Італії, у регіоні Трентіно-Альто-Адідже,  провінція Тренто.
Тон розташований на відстані близько 500 км на північ від Рима, 23 км на північ від Тренто.
Населення — 1346 осіб (2014).
Покровителька — Богородиця Небовзята.

## Демографія
Населення за роками:

Станом на 1 січня 2023 року в муніципалітеті офіційно проживало 85 іноземців з 21 країни, серед них 31 громадянин країн Євросоюзу та 11 громадян України.

## Сусідні муніципалітети
- Камподенно
- Кортачча-сулла-Страда-дель-Віно
- Денно
- Меццокорона
- Меццоломбардо
- Ровере-делла-Луна
- Спормаджоре
- Спорміноре
- Таїо
- Верво